# Straat Davis
De Straat Davis (Frans: Détroit de Davis, Engels: Davis Strait, Deens: Davis Strædet) is een zeestraat tussen Groenland en Baffineiland. Ze behoort tot het Canadese territorium Nunavut. De straat verbindt de Baffinbaai in het noorden met de Labradorzee in het zuiden. 
De zeestraat is genoemd naar de Engelse ontdekkingsreiziger John Davis (1550–1605), die het gebied verkende op zoek naar de Noordwestelijke Doorvaart.